# Frank Nemola
Francesco Nemola, detto Frank (Lecce, 20 giugno 1957), è un trombettista italiano.
Ha suonato in album e concerti del cantautore Vasco Rossi.

## Biografia
Nemola è nato a Lecce nel 1957. Nel 1979 si trasferisce a Bologna per frequentare la scuola di Teatro “Nuova Scena“, continuando a suonare la tromba nei Band Aid, formazione molto nota nell'underground italiano degli anni 1980.
Con i BandAid realizza i suoi primi vinili, pubblicati dalla famosa indipendente Italian Record. Nello stesso periodo suona nei dischi di quasi tutte quelle band che hanno caratterizzato il panorama New wave dei primi anni 1980: Gaznevada, HiFi Bros, Surprize, Tati's Lovers, Gang.
Parallelamente svolge una intensa attività nell'ambito teatrale a cui si dedica completamente dal 1985 con la Banda Magnaetica, insieme a Giacomo Verde e Flavio Bertozzi, Mario Pardi, Rocco Miliitano e Gabrio Zappelli. Terminata l'esperienza teatrale, dal 1990 Frank Nemola si dedica quasi totalmente alla musica.
Nei primi anni 1990, fonda assieme a Ricky Rinaldi Ohm Guru e Gaudi, il team di produzione "Tubi Forti", coinvolti successivamente nella produzione di alcuni dei primi gruppi di hip hop e underground italiani: Isola Posse All Stars, Sud Sound System, Speaker Dee Mo, Otierre, Neffa, Magillah, Sciacalli e suona con gli Aeroplanitaliani, con i quali nel 1992 prende parte al Festival di Sanremo, conquistando il premio della critica. Inoltre compone con Frankie hi-nrg mc il primo singolo del suo primo LP Verba manent
https://www.discogs.com/artist/490447-Frank-Nemola?filter_anv=0&type=Credits
Suona nei live dei Gang nel 1991 e di Frankie HI-NRG MC nel 1993 e prende parte allo spettacolare Mondo Tour 1996 di Luca Carboni in cui memorabili restano i suoi assoli di tromba nei brani Onda, Virtuale, Non è, Farfallina e Mare Mare.
Dall'inverno del 1996 è per la maggior parte del tempo impegnato nella collaborazione con Vasco Rossi, per il quale ha suonato negli Lp Rock, Rewind, La fine del millennio, Stupido hotel, Tracks, Buoni o cattivi, Il mondo che vorrei e in tutti i tour dal 1998.
Durante il periodo “Vasco” ha prodotto e arrangiato gli album “Un segreto che” (2003) e “Urlo” (2008) di Pia Tuccitto con cui ha ripreso a lavorare nel 2019.
Nel 1999 inizia la collaborazione con Lello Voce, con cui realizza “Ballata di fine secolo e millennio”, seguito dalle opere ‘’Farfalle da combattimento ‘’ (1999 Bompiani), ‘’Piccola cucina cannibale’’ (2011 Squilibri) con cui vince il Premio Napoli 2012 e ‘’Il fiore inverso’’ (2016 Squilibri) con cui vince il Premio Pagliarani 2016.
Contemporaneamente ha lavorato negli LP Doppia Dose” degli Skiantos, Donne & Colori degli Stadio, Comandante Space di Massimo Riva, Angela Baraldi di Angela Baraldi e negli ultimi lavori di Ricky Portera, chitarrista di Lucio Dalla, e Clara Moroni.
Nel 2008, insieme al cantante degli Stadio Gaetano Curreri, ha curato la colonna sonora del film Albakiara di Stefano Salvati..
Nel 2016 suona il flicorno nel brano "Un anno dopo (...in giro per Berlino)" incluso nell'album "Primo in classifica da 58 settimane" di Fabio Poli.
Sempre nel 2016 pubblica con l'etichetta indipendente DeepOut Records (Alman Music) l'album intitolato Rasta Claus, contenente alcune delle più note canzoni natalizie internazionali, in una nuova interpretazione reggae. L'album è prodotto e realizzato dallo stesso Nemola.
Nel 2018 partecipa al concertone della Notte della Taranta a Melpignano.
Dal 2019 è un membro della Giuria del Premio internazionale Lexenia "Arte e Giustizia", con altri artisti di primo piano come la cantante Iskra Menarini, il violoncellista Enrico Guerzoni, il chitarrista, produttore e arrangiatore Bruno Mariani, lo scrittore Rigel Bellombra, il giornalista e critico musicale Enrico Deregibus, il regista e attore argentino Carlos Branca e il pittore Fabio De Poli.

## Discografia
L'elenco delle principali produzioni a cui ha partecipato a vario titolo Frank Nemola su Discogs.com

### Con i Band Aid
- No Autostop (1981)
- Due (1982)
- A Tour In Italy (1983)
- Live Tree (1993)

### Con la Banda Magnaetica

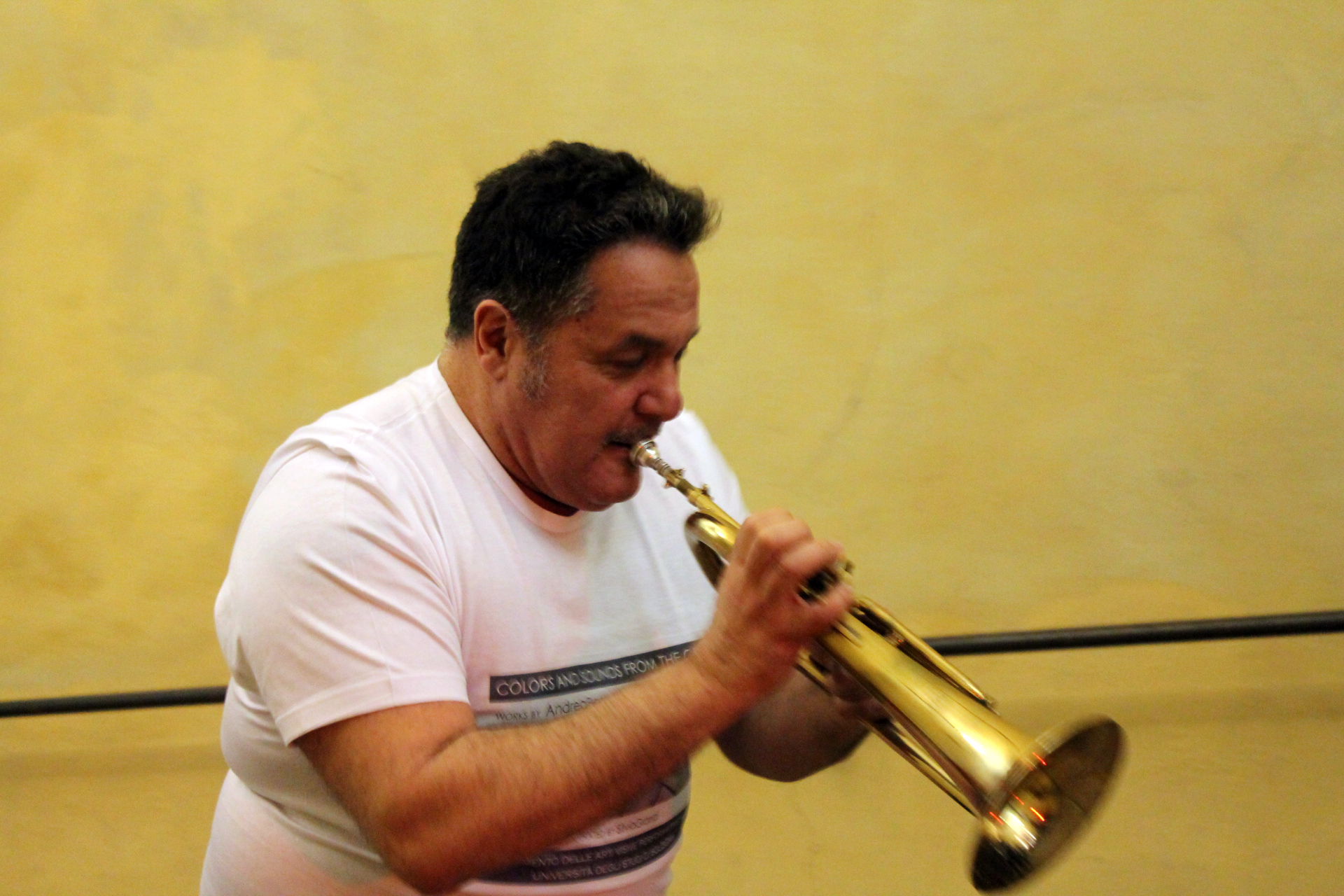
Frank Nemola suona in una performance live

- Decontamin’Azione Acustica (1986)
- Document'Azione (1987)

### Con gli Aeroplanitaliani
- Zitti Zitti (1991)
- Quindici Amandoci (1992)
- Piccoli Pericoli (1993)

### Con Frankie hi-nrg mc
- Faccio La Mia Cosa

### Con Vasco Rossi

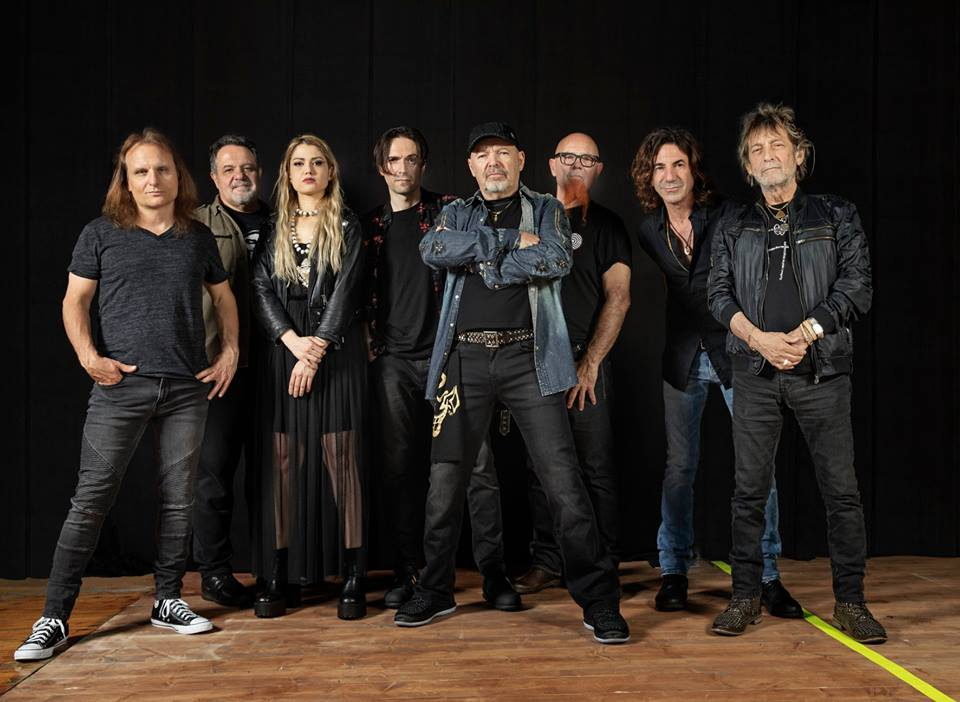
I musicisti di Vasco Rossi nel Tour 2018

- Rock (1996)
- Rewind (1998)
- La fine del millennio (1999)
- Stupido hotel (2001)
- Tracks (2002)
- Buoni o cattivi (2004)
- Il mondo che vorrei (2008)
- Vivere o niente (2011)

### Con Pia Tuccitto
- Un segreto che (2005)
- Urlo (2008)
- Romantica io (2019)

### Con gli Skiantos
- Doppia Dose (1999)

### Con Massimo Riva
- Comandante Space (2000)

### Con gli Stadio
- Donne e Colori (2000)

### Con Angela Baraldi
- Angela Baraldi (2003)

### Con Fabio Poli
- Primo in classifica da 58 settimane (2016)

### Con Emil Spada
- Il Sogno (2017)
- Ora (2018)

### Con Giuseppe de Candia
- Peic (2019)

### Con Zorama
- Conteremo I Fiori Di Un Giardino (2022)

## Performance live

### Nelle grotte di Castellana
Nella caverna "La Grave", all'inaugurazione della mostra di Andrea Benetti, intitolata "La pittura Neorupestre", a cura del professor Massimo Guastella, promossa dall'Università del Salento e dalla regione Puglia.

### Palazzo D'Accursio - Bologna
A Palazzo D'Accursio, sede del Comune di Bologna, all'inaugurazione della mostra di Andrea Benetti, intitolata "Colori e suoni delle origini", a cura della professoressa Silvia Grandi, promossa dal Dipartimento Delle Arti dell'Università di Bologna, dalla Johns Hopkins University, dalla regione Emilia Romagna e dal Comune di Bologna.

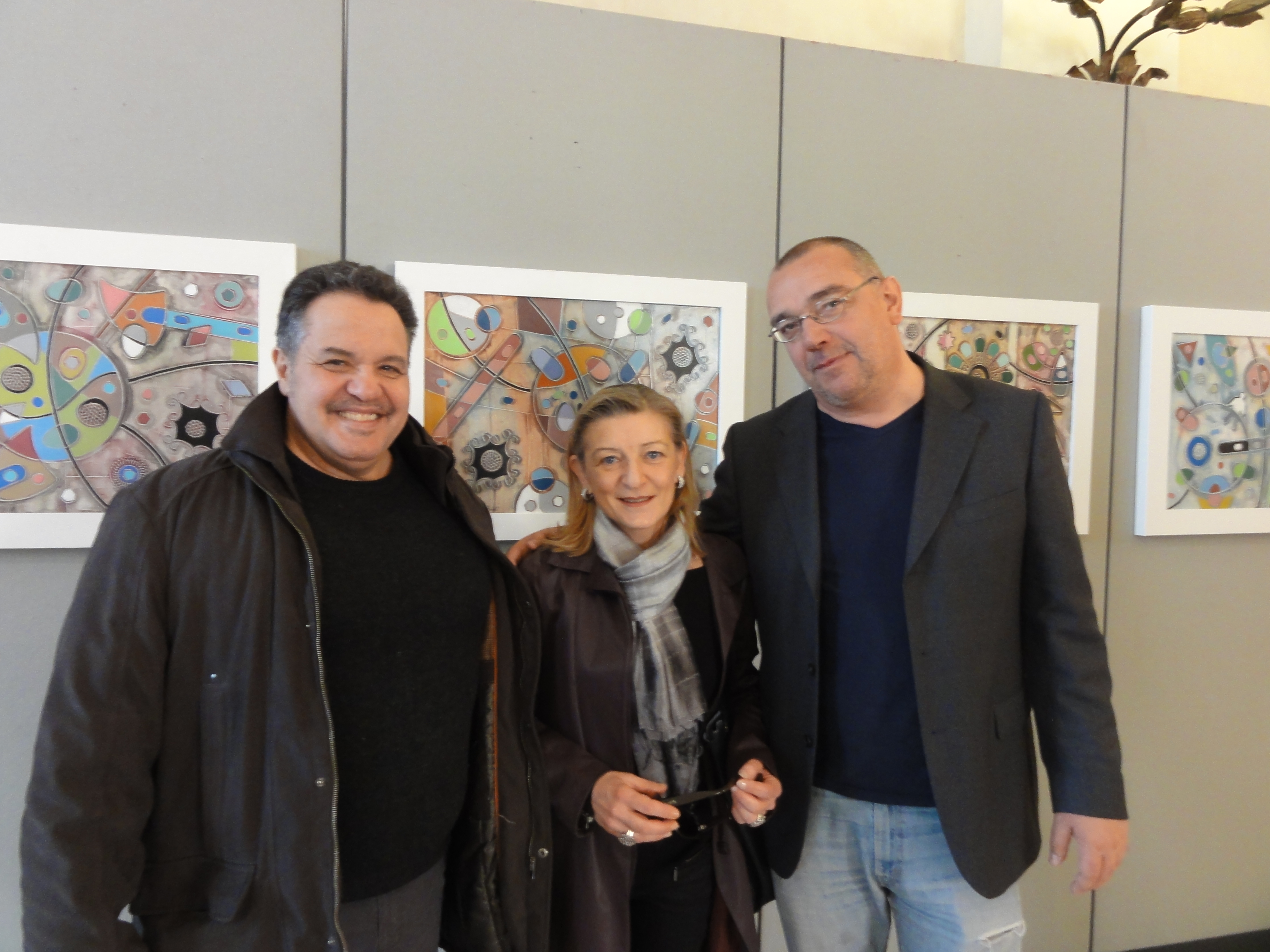
Frank Nemola, Silvia Grandi, Andrea Benetti alla mostra di Benetti a Bologna, Palazzo D'Accursio

### Università degli Studi di Bari Aldo Moro
All'ex Palazzo delle Poste, dell'Università degli Studi di Bari Aldo Moro, all'inaugurazione della mostra di Andrea Benetti, intitolata "La genesi della pittura", a cura di Stefania Cassano, con la partecipazione del Magnifico Rettore, il professor Antonio Felice Uricchio ed il professor Donato Coppola, promossa dal Dipartimento Delle Arti dell'Università di Bari,, dalla regione Puglia e dal Comune di Bari.

### Palazzo dei Capitani - Ascoli Piceno
A Palazzo dei Capitani, sede del Comune di Ascoli Piceno, all'inaugurazione della mostra di Andrea Benetti, intitolata "Dalla roccia alla tela", a cura del professor Stefano Papetti, promossa dalla regione Marche e dal Comune di Ascoli Piceno.

### Ex Ospedale dei Bastardini - Bologna
All'ex Ospedale degli Innocenti, detto dei "Bastardini", a Bologna, all'inaugurazione della mostra di Andrea Benetti, intitolata "Il colore della luce", a cura della professoressa Silvia Grandi, promossa dal Dipartimento delle Arti dell'Università di Bologna, dalla regione Emilia-Romagna e dal Comune di Bologna.

## Produzioni
2003 Pia Tuccitto ‘Un segreto che’ ,
2008 Pia Tuccitto ‘Urlo’ , 
2009 Gli Avvoltoi "L'Altro Dio" CD skipping musez